# Чорний Грунь
Чо́рний Грунь — гора в масиві Горгани (Українські Карпати). Розташована в межах Рахівського району Закарпатської області, на північний захід від села Чорна Тиса.
Висота 1486 м. Чорний Грунь лежить у південно-східному кінці Братківського хребта. Вершина незаліснена, місцями є кам'яні осипища. Схили стрімкі (особливо східні), північно-західний схил полого переходить у перемичку, якою можна піднятися на гору Чорна Клева (1719 м).
На північно-західній стороні від  вершини бере початок струмок Плецький, лівий доплив Чорної Тиси.